# Волга (поезд)
«Волга» — скорый фирменный поезд № 059Г/059А, ежедневно курсирующий по маршруту Нижний Новгород — Санкт-Петербург — Нижний Новгород.

## История
В свой первый рейс фирменный поезд «Волга» сообщением Горький — Ленинград отправился 4 ноября 1976 года. Своё имя поезд получил по названию одной из крупнейших рек России, на месте слияния которой с Окой стоит Нижний Новгород.

## Маршрут
Маршрут поезда проходит по территории Нижегородской, Владимирской, Московской, Тверской, Новгородской и Ленинградской областей. В пути поезд останавливается (по состоянию на декабрь 2022 года) в следующих крупных городах: Дзержинск, Владимир, Москва (Восточный вокзал) и Тверь.
В одном направлении поезд «Волга» преодолевает расстояние в 1102 км.

## Состав поезда
В составах поезда «Волга» имеются вагоны с двухместными и четырёхместными купе, а также плацкартные вагоны. К услугам пассажиров в поезде работает вагон-ресторан. Все вагоны — производства Тверского вагоностроительного завода, оснащены установками кондиционирования воздуха и вакуумными туалетами, раскраска вагонов — унифицированный корпоративный стиль РЖД. Пассажирам купейных вагонов и СВ в пути следования предоставляется один рацион питания, входящий в стоимость билета. С декабря 2017 года поезд обслуживается двухсистемным электровозом ЭП20 на всём протяжении маршрута, стоянка во Владимире сокращена до трёх минут в обоих направлениях, позднее увеличена до 5 минут. Смена локомотивной бригады производится в Москве. С 8 мая 2021 года купейная и плацкартная группы состоят из новейших двухвагонных сцепов ТВЗ, оснащённых пурифаерами вместо традиционных титанов, вендинговыми автоматами и душем в каждом вагоне.
В штабном вагоне имеется специализированное купе, предназначенное для перевозки одного инвалида и сопровождающего лица.
Составы поезда «Волга» формируются и обслуживаются Горьковским филиалом Федеральной пассажирской компании (ЛВЧД Горький-Московский).

## Время в пути
Из Нижнего Новгорода до Санкт-Петербурга поезд «Волга» находится в пути 13 часов 59 минут, а обратно — 12 часов 30 минут (по состоянию на январь 2018 года).

## Расписание (на 21 апреля 2020)
| 59 Санкт-Петербург — Нижний Новгород | 59 Санкт-Петербург — Нижний Новгород | 59 Санкт-Петербург — Нижний Новгород |                            |                    |                    | 59 Нижний Новгород — Санкт-Петербург | 59 Нижний Новгород — Санкт-Петербург | 59 Нижний Новгород — Санкт-Петербург |
| 12 ч 30 мин                          | 12 ч 30 мин                          | 12 ч 30 мин                          | Общее время в пути         | Общее время в пути | Общее время в пути | 13 ч 59 мин                          | 13 ч 59 мин                          | 13 ч 59 мин                          |
| Прибытие                             | Стоянка                              | Отправление                          | Раздельные пункты          | Расстояние         | Код «Экспресс-3»   | Прибытие                             | Стоянка                              | Отправление                          |
| Октябрьская железная дорога          |                                      |                                      |                            |                    |                    |                                      |                                      |                                      |
| П. № 59                              |                                      |                                      |                            |                    |                    |                                      |                                      |                                      |
| ---                                  | ---                                  | 19:15                                | Санкт-Петербург-Главный    | 0                  | 2004001            | 09:05                                | ---                                  | ---                                  |
| ---                                  | ---                                  | 20:56                                | Малая Вишера               | 162                | 2004592            | 06:27                                | 2                                    | 06:29                                |
| ---                                  | ---                                  | 21:43                                | Окуловка                   | 249                | 2004579            | 05:19                                | 1                                    | 05:20                                |
| 21:56                                | 1                                    | 21:57                                | Угловка                    | 269                | 2004578            | ---                                  | ---                                  | 05:02                                |
| 22:23                                | 2                                    | 22:25                                | Бологое-Московское         | 319                | 2004660            | 04:30                                | 1                                    | 04:31                                |
| 22:37                                | 15*                                  | 22:52                                | Бушевец                    | 326                | 2004085            | ---                                  | ---                                  | 04:15                                |
| 00:16                                | 2                                    | 00:18                                | Тверь                      | 483                | 2004600            | 02:39                                | 2                                    | 02:41                                |
| ---                                  | ---                                  | 01:58                                | Москва-Товарная            | 648                | 2005480            | ---                                  | ---                                  | 00:55                                |
| ---                                  | ---                                  | 01:59                                | Москва-Тов. (САИПС)        | -                  | 9990284            | ---                                  | ---                                  | 00:54                                |
| Московская железная дорога           |                                      |                                      |                            |                    |                    |                                      |                                      |                                      |
| 02:10                                | 15                                   | ---                                  | Москва-Курская             | 655                | 2000001            | ---                                  | ---                                  | 00:33                                |
| № 60                                 | № 60                                 | № 60                                 |                            |                    |                    | № 60                                 | № 60                                 | № 60                                 |
| ---                                  | ---                                  | 02:25                                | Москва-Курская             | 655                | 2000001            | 00:15                                | 18                                   | ---                                  |
| Горьковская железная дорога          |                                      |                                      |                            |                    |                    |                                      |                                      |                                      |
| ---                                  | ---                                  | 03:49                                | Петушки (САИ ПС)           |                    |                    | ---                                  | ---                                  | 22:55                                |
| ---                                  | ---                                  | 03:50                                | Петушки                    | 781                | 2060336            | 22:35                                | 17*                                  | 22:52                                |
| 04:30                                | 3                                    | 04:33                                | Владимир                   | 846                | 2060340            | 21:53                                | 5                                    | 21:58                                |
| 05:17                                | 4                                    | 05:21                                | Ковров I                   | 910                | 2060350            | 21:08                                | 4                                    | 21:12                                |
| 06:37                                | 2                                    | 06:39                                | Ильино                     | 1028               | 2060447            | 20:01                                | 2                                    | 20:03                                |
| 07:04                                | 2                                    | 07:06                                | Дзержинск                  | 1063               | 2060420            | 19:35                                | 2                                    | 19:37                                |
| 07:45                                |                                      |                                      | Нижний Новгород-Московский | 1097               | 2060001            |                                      |                                      | 19:06                                |
|                                      |                                      |                                      |                            |                    |                    | П. № 59                              |                                      |                                      |